# 邓肯·麦克诺顿
邓肯·麦克诺顿（英語：Duncan McNaughton，1910年12月7日—1998年1月15日），加拿大男子田径运动员，主攻跳高。他曾代表加拿大参加1932年夏季奥林匹克运动会田径比赛，获得男子跳高金牌。